# Букачачлаг
Букачачла́г (Букача́чинский исправи́тельно-трудово́й ла́герь) — подразделение, действовавшее в системе исправительно-трудовых учреждений СССР.

## История
Букачачлаг был организован в 1938 году. Управление Букачачлага размещалось в посёлке Букачача, Читинская область. В оперативном командовании оно подчинялось первоначально Главному управлению исправительно-трудовых лагерей (ГУЛАГ), затем Главному управлению топливной промышленности (УТП) и впоследствии Главному управлению лагерей горно-металлургической промышленности (ГУЛГМП).
Максимальное единовременное количество заключённых могло достигать более 62 000 человек.
В 1940 году на базе одного из лагерных отделений Букачачлага был организован
Гусиноозёрлаг.
Букачачлаг прекратил своё существование в 1942 году.

## Производство
Основным видом производственной деятельности заключённых было обслуживание работ на Букачачинском угольном разрезе, железнодорожное и дорожное строительство.